# Király András György
Király András György (Arad, 1947. február 3. –) romániai magyar politikus. Románia oktatási, kutatási, ifjúsági és sportminisztériumának államtitkára.

## Tanulmányai
Általános és középiskolai tanulmányait Aradon, majd a kolozsvári BBTE történelem szakán végezte.

## Szakmai pályafutás
- 1970–2004: történelemtanár, iskolaigazgató
- 2009–2010: tanár, igazgató az aradi Csiky Gergely Iskolacsoportban
- 2004. december – 2008. december: parlamenti képviselő
- 2010. februártól államtitkár az Oktatási, Kutatási, Ifjúsági és Sportminisztériumban
- 2017  június - nyugdíjas

## Politikai-közéleti tevékenység
- 1972–1989: RKP-tag
- 1990-től RMDSZ-tag
- 2001–2011: az Arad megyei szervezet elnöke, vezetése alatt megvalósult az aradi magyar közösség régi elvárása az önálló magyar liceum- Csiky Gergely- önállósítása, valamint a Szabadság-szobor ismét köztéren való elhelyezése 2004 április 25,-én.
- 2011-től országos elnökségi tag, SZÁT-tag

### 1992–2001: RMPSZ megyei elnök
- 2003-tól az aradi Szabadság-szobor Egyesület elnöke - az Egyesület tevékenysége elején a Szobor újraállításának fontosságát igyekezett tudatósítani, ennek következményeként a romániai magyarság mellett jelentős támogatások érkeztek az Anyaországból és számtalan európai, amerikai és ausztráliai magyar közösség részéről.A szobor felállítását követően az Egyesület ifjúsági programok mellett jelentős könyvkiadási tevékenységet folytat.Feldolgoztuk az aradi Szabadság-szobor újraállításának a történetének aradi vonatkozásait Az aradi Szabadság-szobor  2009 , Gondozzák, őrizzék 2014,  Több mint szobor 2020 . Jelenleg három kötetben feldolgoztuk Arad város magyarságának a történetét, Arad halad , Arad a név marad, és A remény útvesztőjében. A három kötet az aradi magyarok és a város életlt mutatják be a város kialakulásától 1989-ig. A forradalom és a szabadságharc 170. évfordulójára kiadtuk az Arad, a magyar Golgota  című kötetet.
- A  Szabadság-szobor 125. évfordulójára ezüstözött emlékérmet adtunk ki limitált számban